# مسئله بچه
مسئله بچه (به رومانیایی: Poziția copilului) فیلمی رومانیایی محصول سال ۲۰۱۳، ساختهٔ کالین پتر نتسر فیلمساز اهل رومانی است. این فیلم ۱۱۲ دقیقه‌ای، در روز ۱۱ فوریهٔ ۲۰۱۳ در بخش مسابقهٔ شصت و سومین دورهٔ جشنوارهٔ فیلم برلین به نمایش درآمد و در روز اهدای جوایز توانست، خرس طلایی بهترین فیلم جشنواره را از آن خود کند.

## بازیگران
- لومینیتسا گئورگیو
- بوگدان دومیتراکه
- ناتاشا راب
- فلورین زامفیرسکو
- ولاد ایوانف
- میمی برانسکو
- تئودور کوربان
- آدریان تیتیئنی

## داستان فیلم
فیلم، روایتگر زندگی متلاطم شخصی به نام باربو است که در یک شب سرد زمستانی، با اتوموبیلش در جاده‌ای با سرعت بیش از حد مجاز در حرکت است که ناگهان با پسر بچه‌ای تصادف می‌کند و پسر بچه بر اثر تصادف می‌میرد. زندان طولانی مدتی در انتظار باربو است، اما او و مادر ثروتمند و سلطه جویش، در تلاش برای رضایت والدین بچه با پرداخت پول هستند. آنها همچنین به شاهدان ماجرا رشوه می‌دهند و …

## فیلم و جشنواره‌ها
| جشنواره                                  | جایزه                       |
| ---------------------------------------- | --------------------------- |
| جشنوارهٔ بین‌المللی فیلم برلین در سال ۲۰۱۳ | برندهٔ خرس طلایی بهترین فیلم |

1. ↑  "First Films for the Competition and Berlinale Special". berlinale. Retrieved 2 January 2013.
2. ↑  "Prizes of the International Jury". berlinale. Retrieved 16 February 2013.
3. ↑  "Romanian film Child's Pose wins Golden Bear in Berlin". BBC News. Retrieved 16 February 2013.